# Jára da Cimrman
Jára da Cimrman ['jaːra da 'ʦɪmr̩man] o Jára Cimrman['jaːra 'ʦɪmr̩man] es un personaje de ficción checo creado por Zdeněk Svěrák y Jiří Šebánek, muy popular en su país, donde está considerado héroe nacional.
Se le presenta como uno de los mayores dramaturgos, poetas, compositores, profesores, viajeros, filósofos, inventores, detectives y deportistas del siglo XIX y principios del XX. A él se atribuyen inventos como el teléfono, la dinamita y la bombilla. 
Una parte esencial del repertorio del Teatro de Jára Cimrman en Žižkov (Žižkovské divadlo Járy Cimrmana) fue creado en motivos de su vida presunto y sus obras de ficción, así como las obras teatrales y discursos “científicos”.También la película Jára Cimrman leyendo,durmiendo (Jára Cimrman ležící, spící), muy popular entre los espectadores checos, fue filmado sobre él. Los autores de las obras teatrales más famosos son Zdeněk Svěrák y Ladislav Smoljak.

## Biografía
```
Advertencia: la parte siguiente del artículo es una ficción
```

Jára Cimrman nació en Viena entre los años 1853 y 1859 (la escritura insegura del registrador también admite los años 1856, 1864,1868, 1883 o 1884).
Su padre fue el costurero checo Leopold Cimrman y su madre la actriz austriaca Marlen Jelínková-Cimrmanová. Aunque educado en el Imperio austrohúngaro, siempre se consideró checo (su último apunte en su diario también expresa un deseo de ver su patria nativa “Böhmen”).

### Sus creaciones
Jára Cimrman presentó al gobierno americano el proyecto del Canal de Panamá incluso un libreto de ópera del mismo nombre. Construyó el primer dirigible con el conde Zeppelin – usó una construcción dura de acero sueco y un esqueleto de mimbre checo. Después de que le hubieran desterrado de Alemania por ser anarquista, trabajó en Alpes suizos como un comadrón. Estudiaba la vida de las tribus polares y cuando se escapaba a la tribu hambrienta de Chasquos, pasó el Polo Norte de siete metros. Estableció un teatro de marionetas en Paraguay. En Vienna creó una escuela criminalística, musical y de ballet. Mantuvo correspondencia extensa con G.B.Shaw, aunque el irlandés pertinaz no contestaba. Inventó el yogur. Ayudó a muchos genios: 
- Llevaba en su espalda cuarenta cinco baldes de pecblenda al sótano de señor y señora Curie,
- arregló un piso alquilado a Eiffel,
- elogió un libro nuevo de Anton Chéjov y fertilizó su jardín de los cerezos, etc.

Ingenió el nombre para el hombre de la nieve, “Játy”, que más tarde fue deformado por los ingleses a “Yetti”. También inventó el CD (“Cimrmanův disk”, “el disco de Cimrman”), que fue inventado nuevamente en 1979 y llamado “disco compacto”. También ingenió el biquini, la leche entera, el principio de Internet y muchas otras cosas.

### Su patriotismo
Aunque fue un aventurero, Jára Cimrman siempre volvía a Bohemia con mucho gusto. El patriotismo fue su característica más notable. Por el patriotismo sufrió en los cárcelos de lo Habsburgos, por el patriotismo aprendió checo casi fluidamente.
También se peleó con Alois Jirásek, un escritor checo muy importante y honorable, porque Jirásek añadió a su libro de leyendas checas una fábula sobre hidalgos de Blaník. Esta leyenda muy antigua dice que en el interior de monte Blaník duermen hidalgos valientes, que despertarán y ayudarán al pueblo checo, cuando la situación sea más desesperada. “Como los hidalgos no han salido durante 300 años de la opresión habsburga, tu deprimes al pueblo checo con el pensamiento de que la situación puede ser mucho más desesperada,” reprochó a Jirásek en una carta.
```
Fin de la parte que contiene ficción
```

## Importancia y reacciones
- También el teatro polaco Teatr Tradycyjny tiene las obras teatrales sobre Cimrman en su repertorio.
- En julio de 2007, cuando los lectores de idnes.cz votaron por el candidato de la oposición del entonces presidente checo Václav Klaus, Cimrman obtuvo el segundo mayor número de votos (Karel Schwarzenberg obtuvo el mayor número de votos).
- Un planetoide JáraCimrman fue llamado según él.
- Muchas calles, avenidas, riberas, miradores y cines distribuidos por toda la República Checa llevan el nombre de Jára Cimrman.

- Datos: Q1573258
- Multimedia: Jára Cimrman / Q1573258